# Psilostomum ondatrae
Psilostomum ondatrae är en plattmaskart. Psilostomum ondatrae ingår i släktet Psilostomum och familjen Psilostomatidae. Inga underarter finns listade i Catalogue of Life.